# Pizzicato

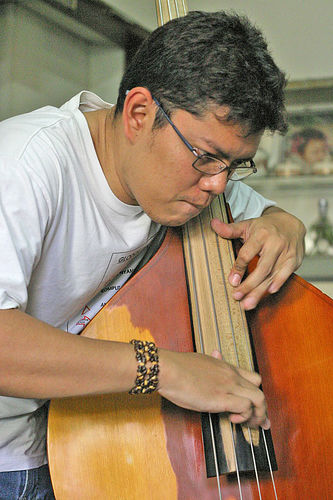
Pizzicato op een contrabas.

Pizzicato, letterlijk geprikt of gestoken, zoals door een insect, is een begrip uit de Italiaanse muziek dat voor bepaalde snaarinstrumenten aangeeft dat met de vingers wordt getokkeld. Het is dus een streektechniek. Pizzicato wordt doorgaans bij strijkinstrumenten gebruikt om aan te geven dat de snaren met de vingers moeten worden bespeeld in plaats van met de strijkstok. 
Tokkelen of plukken is de bredere term voor het met de vingers beroeren van een snaar van willekeurig welk snaarinstrument dan ook. Pizzicato betekent meestal het tokkelen als alternatief voor de normale speelwijze. Dit is het geval bij strijkinstrumenten, waarop gewoonlijk met de strijkstok wordt gespeeld.

## Gebruik
- Pizzicato heeft in het algemeen betrekking op de manier van bespelen van een strijkinstrument. Het betekent dat men met de vingers van de rechterhand tokkelt terwijl men de strijkstok al dan niet weglegt. Meestal wordt de wijsvinger gebruikt, en deze kan worden afgewisseld met de middelvinger in langere passages. Akkoorden kunnen ook met de duim worden gespeeld, wat een vollere klank geeft dan spelen met de wijsvinger. Soms worden kleinere strijkinstrumenten zoals de viool of de altviool op schoot gehouden alla chitarra, Italiaans: als een gitaar, waarbij met de duim wordt getokkeld.
- Bij een toetsinstrument zoals een piano kan pizzicato worden gebruikt om aan te geven dat de speler de snaren direct beroert. Deze techniek komt zelden voor en behoort vooral tot het domein van de experimentele muziek.
- Pizzicato is ook de naam voor een alternatieve speelwijze op de gitaar die enigszins klinkt als een pizzicato op een strijkinstrument. Hierbij wordt met de handpalm de klank afgedempt. In de populaire muziek wordt dit een palm mute genoemd.

## Andere technieken
- Pizzicato met de linkerhand: hierbij tokkelt men met de pink of andere vingers op een vaak open snaar. Door deze techniek toe te passen kan men bijvoorbeeld tegelijk met rechts strijken en met links tokkelen. Niccolò Paganini was hierin een meester.
- Bartókpizzicato: hierbij tokkelt de speler zo hard dat de snaar op de hals slaat, wat een scherpe tik toevoegt aan de toon.
- Gebonden pizzicato: hierbij wordt na het tokkelen snel de toonhoogte veranderd, ofwel door een vinger van de linkerhand bij te plaatsen of er een weg te halen.

## Geschiedenis en ontwikkeling
Het vroegst bekende pizzicato in de geschreven muziek komt in Combattimento di Tancredi e Clorinda uit 1624 van Claudio Monteverdi voor, dat over de strijd van kruisvaarder Tancredi gaat met het als ridder vermomde moslimmeisje Clorinda. De componist laat de musici met twee vingers tokkelen om er het wapengekletter mee aan te geven. Waarschijnlijk is in dit werk ook voor het eerst arco gebruikt om aan te geven dat weer met de strijkstok moet worden gespeeld.
Leopold Mozart schreef in 1756 zijn Versuch einer gründlichen Violinschule, dat geldt als een standaardwerk op het gebied van de muziektheorie. Pizzicato met de wijsvinger en de variant met de duim worden hierin beschreven.
Niccolò Paganini was in de vroege 19e eeuw een belangrijke verbreider van het pizzicato. Hij maakte veel gebruik van pizzicato met de linkerhand, zoals in zijn 24 capriccio’s voor viool en zijn Variaties op God save the king. Johannes Brahms schreef in 1886 in het vierde deel van zijn cellosonate opus 99 voor het eerst een gebonden pizzicato voor. 
Het Bartók-pizzicato is genoemd naar de 20e-eeuwse componist Béla Bartók, die het bijvoorbeeld voorschreef in het vierde deel van zijn vierde strijkkwartet. Ook schreef hij, in zijn Muziek voor Snaarinstrumenten, Slagwerk en Celesta, pizzicato glissandi voor. Bartók is overigens niet de uitvinder van het Bartók-pizzicato. Gustav Mahler schreef de speelwijze reeds eenmaal voor in zijn 7e symfonie uit 1904-05.
Het pizzicato op de contrabas kreeg in de 20ste eeuw een belangrijke rol in de ritmesectie van jazzbands. De techniek die hier wordt toegepast verschilt op veel punten van pizzicato in de klassieke muziek en staat bekend als 'plukken'.

## Notatie
Pizzicato wordt, al dan niet afgekort tot pizz, boven de muziek genoteerd op de plaats waar de speler van een strijkinstrument pizzicato moet spelen. Arco, Italiaans: strijkstok, wordt gebruikt om aan te geven dat weer met de strijkstok moet worden gespeeld. 
Een Bartók-pizzicato wordt bovendien aangeduid met boven de noot een cirkeltje waar aan de bovenkant een steeltje zit. 
Een plusteken boven de noot dient om een linkerhandpizzicato aan te geven.

## Overige
- Een beroemd stuk waarin pizzicato wordt toegepast is de Pizzicatopolka van Johann Strauss jr. In dit stuk wordt in het geheel niet gestreken.
- Orkesten spreken de te gebruiken pizzicatotechniek af, omdat er anders een chaotisch beeld kan ontstaan.
- Sommige dirigenten verlangen van strijkers dat ze de stok ook bij lange pizzicatopassages vast blijven houden, hoewel dit niet praktisch is.
- Lange en snelle pizzicatopassages kunnen erg vermoeiend zijn. Sommige strijkers kunnen afwisselend met de wijsvinger en de middelvinger spelen. Deze techniek, die wel wat weg heeft van de techniek die gitaristen gebruiken, is niet gebruikelijk.